# 노기자카에게 역전당했습니다. ~벼랑 끝에 몰린 AKB의 대역습~
노기자카에게 역전당했습니다. ~벼랑 끝에 몰린 AKB의 대역습~(乃木坂に、越されました〜AKB48、色々あってテレ東からの大逆襲!〜)은 일본의 테레비도쿄에서 2021년 7월 7일부터 방송되는 버라이어티 프로그램이다.

## 개요
AKB48에 있어서, 니혼테레비 계열에서 2019년 9월 25일까지 방송되고 있던 「AKBINGO!」이래, 1년 9개월만의 지상파 키 방송국 제작의 레귤러 프로그램이다. 본 프로그램과 같은 테레비도쿄에서는 2014년 3월 28일까지 방송된 AKB 아기토끼 도장 이래, 7년 3개월만의 레귤러 프로그램이다.
2021년 8월 4일(3일 심야)부터 테레비아이치에서 늦어지는 인터넷 개시. 같은 해 8월 8일(7일 심야)부터 테레비홋카이도에서도 늦어지는 인터넷 개시.

## 출연자

### 레귤러
- AKB48
- 니시무라 히로유키 (MC)

## 방송국과 방송 시간
| 주요 방송 지역 | 방송국           | 계열         | 방송 요일과 방송 시간 | 방송 개시일      |
| -------------- | ---------------- | ------------ | --------------------- | ---------------- |
| 간토 광역권    | TV 도쿄 (제작국) | TV 도쿄 계열 | 수요일 1:35 ~ 2:05    | 2021년 7월 7일 ~ |
| 아이치현       | TV 아이치        | TV 도쿄 계열 | 수요일 1:10 ~ 1:40    | 2021년 8월 4일 ~ |
| 홋카이도       | TV 홋카이도      | TV 도쿄 계열 | 일요일 1:45 ~ 2:15    | 2021년 8월 8일 ~ |

※ 2021년 7월 7일부터 버라이어티 Paravi에서 착신된다.